# کبوتر-کوکوی ابلق
کبوتر-کوکوی ابلق (نام علمی: Reinwardtoena browni) نام یک گونه از تیره کبوتر است.